# Margaritaria scandens
Margaritaria scandens är en emblikaväxtart som först beskrevs av Charles Wright och August Heinrich Rudolf Grisebach, och fick sitt nu gällande namn av Grady Linder Webster. Margaritaria scandens ingår i släktet Margaritaria och familjen emblikaväxter. Inga underarter finns listade i Catalogue of Life.